# Kokornakowate
Kokornakowate (Aristolochiaceae Juss.) – rodzina roślin z rzędu pieprzowców. Należy do niej w zależności od ujęcia 7–9 rodzajów z 587 gatunkami. Rośliny z tej rodziny występują na wszystkich kontynentach z wyjątkiem Antarktydy.
Znaczenie użytkowe mają owoce Hydnora africana – słodkie i kwaskowate służą do wyrobu deserów i spożywane są po upieczeniu. Rośliny te ze względu na dużą zawartość tanin wykorzystywane były do garbowania i zabezpieczania sieci rybackich. Kokornak powojnikowy Aristolochia clematitis wykorzystywany był dawniej głównie jako ziele aborcyjne, a wężowate korzenie Aristolochia serpentaria do leczenia ukąszeń węży. W obu wypadkach nie potwierdzono skuteczności działania, wykazano natomiast szkodliwe działanie obu tych roślin na zdrowie. Kopytnik kanadyjski Asarum canadense używany był jako substytut imbiru. Aristolochia petersiana służy we wschodniej Afryce do trucia grotów strzał. Liczne gatunki uprawiane są jako ozdobne – z rodzaju kokornak, zwłaszcza wielkolistny, Aristolochia littoralis, A. gigantea, A. grandiflora i A. ringens, kilka gatunków z rodzaju kopytnik Asarum oraz Saruma henryi.

## Morfologia
PokrójDo rodziny należą pnącza, krzewy, niewielkie drzewa i kłączowe byliny, a także bezzieleniowe pasożyty korzeniowe, z korzeniami przekształconymi w ssawki.
LiścieSkrętoległe, ogonkowe i zwykle całobrzegie, rzadziej dłoniasto klapowane. Nasada blaszki zwykle sercowata. U nasady liścia brak prawdziwych przylistków, ale u niektórych przedstawicieli występują trwałe, liściopodobne osłony pąka liściowego (prophyll), które u Lactoris zrastają się tworząc twór podobny do gatki. Rośliny pasożytnicze (Hydnora i Prosopanche) pozbawione są liści.
KwiatyWyrastają pojedynczo w kątach liści, tylko u Lactoris skupione są po 2–4 na skróconych pędach na podobieństwo kwiatostanów. U gatunków pasożytniczych formują się na podziemnych pędach i rozwijają nad powierzchnią gruntu. Okwiat jest trzykrotny i składa się z jednego lub rzadziej dwóch (Saruma) okółków. Kwiaty są promieniste lub grzbieciste i wówczas różne ich listki zrastają się w rurkowate lub lejkowate twory. Pręciki występują w różnej liczbie od 5–6 do ponad 40 skupione w jednym lub 2–4 okółkach. Pręciki bywają wolne, częściowo zrośnięte lub całkiem zrośnięte z szyjkami słupków tworząc prętosłup. Słupkowie, zwykle dolne, rzadziej górne, tworzone jest przez trzy do sześciu owocolistków, z reguły zrośniętych i tylko u Lactoris niemal wolnych. Szyjka słupka ma trzy, sześć lub różną liczbę rozgałęzień lub jest zredukowana (u Hydnora i Prosopanche) i znamię jest siedzące. W zalążni rozwija się wiele zalążków, ułążonych kątowo w centralnej części.
OwoceNajczęściej suche, pękające torebki, rzadziej mieszki i suche jagody, u Hydnoroideae aromatyczne, mięsiste jagody z licznymi nasionami i skórzastą skórką.

## Fitochemia
Kokornakowate zawierają komórki wydzielnicze produkujące olejki eteryczne. Zawierają alkaloidy, w tym charakterystyczną dla rodziny aporfinę. W komórkach obecna jest krzemionka.

## Systematyka

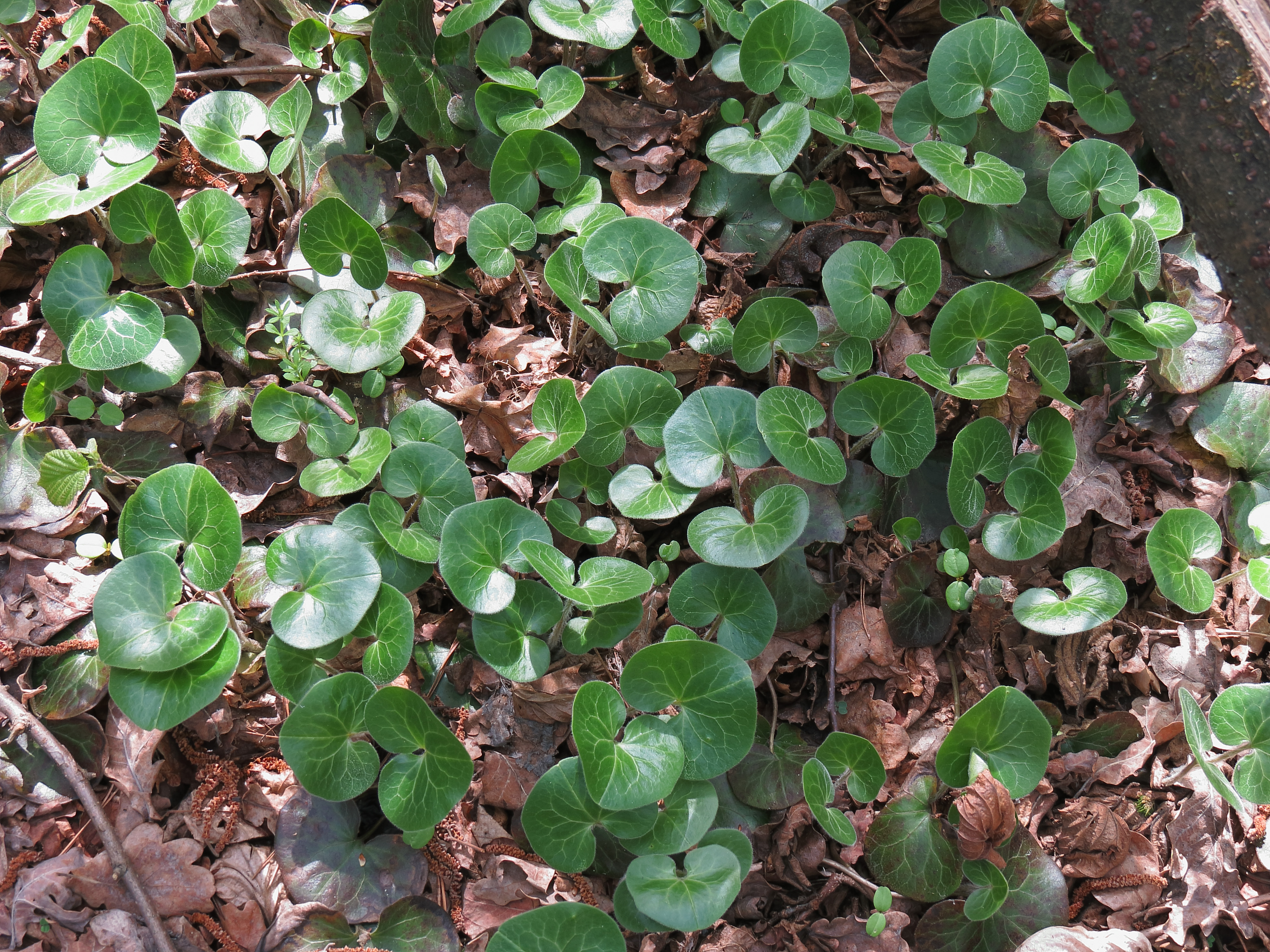
Liście kopytnika pospolitego

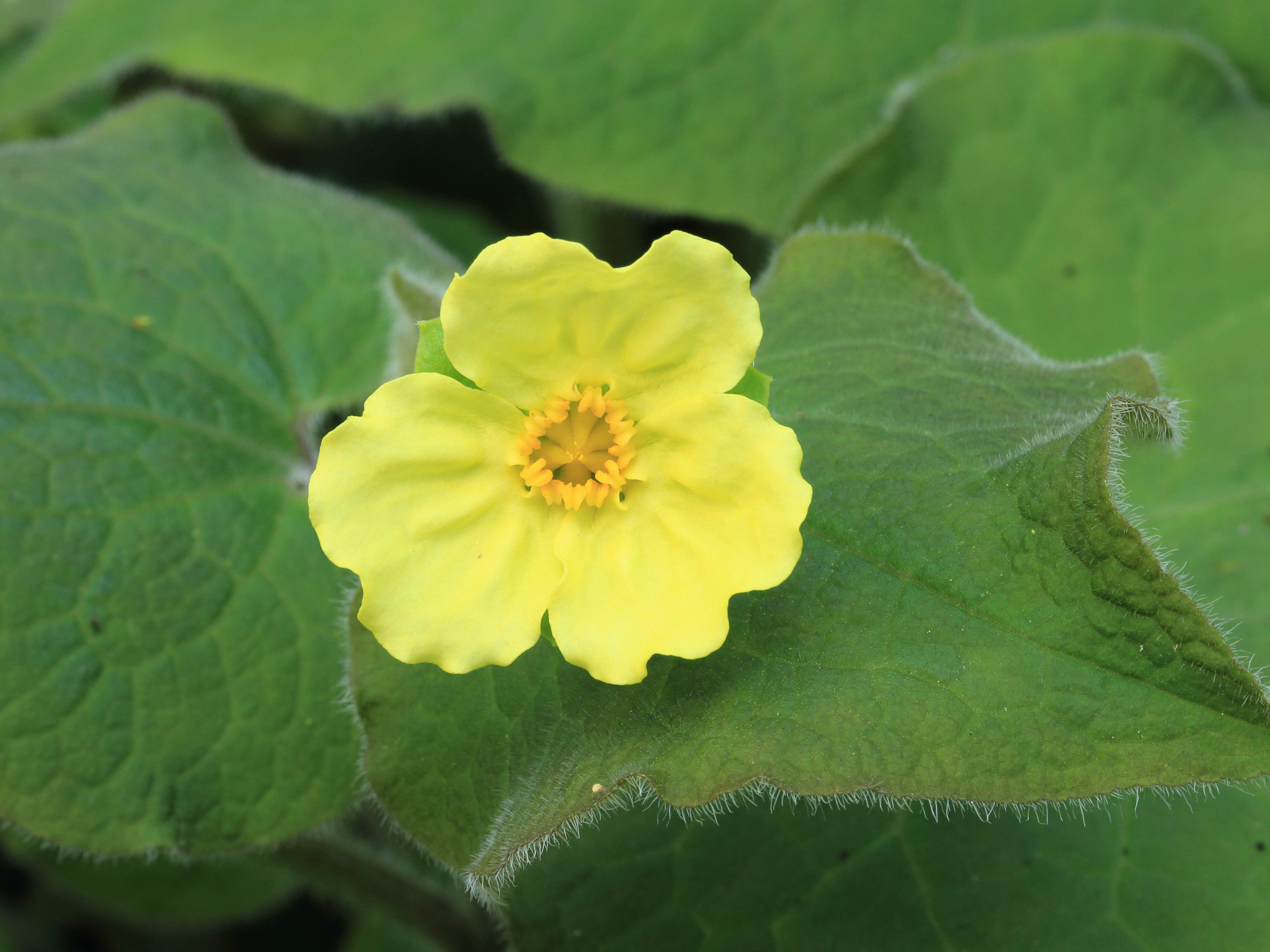
Saruma henryi

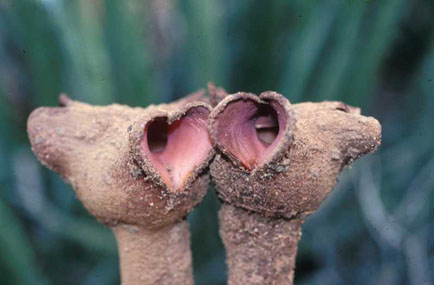
Kwiaty Hydnora triceps

Rodzina kokornakowatych tradycyjnie w dawniejszych systemach uznawana była za blisko spokrewnioną z flaszowcowatymi Annonaceae m.in. z powodu podobieństwa budowy trójkrotnych kwiatów, obecności krzemionki, podobnych alkaloidów, tłuszczów w nasionach. Z resztą magnoliowych łączy tę rodzinę obecność komórek wydzielniczych produkujących olejki eteryczne. Kokornakowate tworzyły monotypowy rząd Aristolochiales w obrębie nadrzędu magnoliopodobnych Magnolianae w systemie Takhtajana z 1997. Badania molekularne wykazały jednak wbrew wcześniejszym poglądom, że kokornakowate są rodziną siostrzaną dla pieprzowatych Piperaceae i saururowatych Saururaceae.
Badania molekularne nad DNA pozwoliły wykazać, że w obrębie rodziny kokornakowatych zagnieżdżone są pasożytnicze rośliny z rodzajów Hydnora i Prosopanche. Jak w przypadku innych roślin pasożytniczych, redukcja organów sprawiła, że wcześniej systematycy bardzo rozmaicie je klasyfikowali. W systemie Cronquista (1981) w randze rodziny Hydnoraceae zaliczane były do bukietnicowców Rafflesiales. W systemie Takhtajana (1997) i Reveala umieszczane były w monotypowym rzędzie Hydnorales obok Rafflesiales. Ich filogenetyczną przynależność do pieprzowców (Piperales) odkryto w XXI wieku. Do systemu APG III (2009) włącznie rośliny te klasyfikowane były w obrębie rodziny piestrzennikowatych Hydnoraceae w obrębie pieprzowców. W systemie APG IV (2016) rodzina Hydnoraceae włączona została do kokornakowatych (Aristolochiaceae) jako klad (w randze podrodziny Hydnoroideae Walpers) siostrzany dla podrodziny Aristolochioideae Link.
Pozycja systematyczna według APweb (aktualizowany system APG IV z 2016)
Kokornakowate stanowią jedną z trzech rodzin wchodzących w skład rzędu pieprzowców, jednego z 4 w grupie magnoliowych.
|  | kokornakowate Aristolochiaceae                                                     |
|  |                                                                                    |
|  | \| \| pieprzowate Piperaceae \| \| \| \| \| \| saururowate Saururaceae \| \| \| \| |
|  |                                                                                    |
|  | pieprzowate Piperaceae                                                             |
|  |                                                                                    |
|  | saururowate Saururaceae                                                            |
|  |                                                                                    |

|  | pieprzowate Piperaceae  |
|  |                         |
|  | saururowate Saururaceae |
|  |                         |

Podział na podrodziny i rodzaje według APweb (aktualizowany system APG IV z 2016)
|  | Lactoris                                                           |
|  |                                                                    |
|  | \| \| Hydnoroideae \| \| \| \| \| \| Aristolochioideae \| \| \| \| |
|  |                                                                    |
|  | Hydnoroideae                                                       |
|  |                                                                    |
|  | Aristolochioideae                                                  |
|  |                                                                    |

|  | Hydnoroideae      |
|  |                   |
|  | Aristolochioideae |
|  |                   |

|  | Lactoris                                                           |
|  |                                                                    |
|  | \| \| Hydnoroideae \| \| \| \| \| \| Aristolochioideae \| \| \| \| |
|  |                                                                    |
|  | Hydnoroideae                                                       |
|  |                                                                    |
|  | Aristolochioideae                                                  |
|  |                                                                    |

|  | Hydnoroideae      |
|  |                   |
|  | Aristolochioideae |
|  |                   |

podrodzina Asaroideae O. C. Schmidt
- Asarum L. – kopytnik (w tym Hexastylis Raf.)
- Saruma Oliv.

podrodzina Lactoridoideae
- Lactoris Philippi

podrodzina Hydnoroideae Walpers
- Hydnora Thunb. – piestrzennik
- Prosopanche de Bary

podrodzina Aristolochioideae Link
- Aristolochia L. – kokornak (w tym Euglypha Chodat & Hassl)
- Pararistolochia Hutch. & Dalziel
- Thottea Rottb. (w tym Asiphonia Griff.)